# Karl Nikolai Jensen Börgen

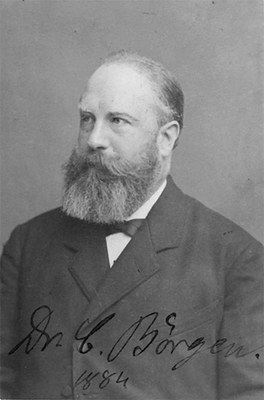
Karl Nikolai Jensen Börgen

Karl Nikolai Jensen Börgen (* 1. Oktober 1843 in Schleswig; † 8. Juni 1909 in Wilhelmshaven) war ein deutscher Astronom und Geophysiker.
Börgen wurde 1843 in Schleswig geboren und besuchte die Domschule Schleswig. Er studierte seit 1863 in Kopenhagen, Kiel und Göttingen und wurde 1866 Assistent der Sternwarte Göttingen, wo er 1868 promoviert wurde. Er nahm 1869 bis 1870 an Bord der Germania an der Zweiten Deutschen Nordpolar-Expedition unter Carl Koldewey teil. Nach der Rückkehr wurde Börgen Observator der Sternwarte Leipzig, bis er 1874 zum Vorstand des neu zu gründenden Kaiserlichen Marine-Observatoriums in Wilhelmshaven ernannt wurde. An den Beobachtungen des Venusdurchgangs nahm er 1874 als Leiter der von Deutschland nach den Kerguelen ausgesandten Expedition auf der Gazelle teil.
1887 wurde er in die Deutsche Akademie der Naturforscher Leopoldina aufgenommen. Die Börgen-Bucht der antarktischen Anvers-Insel ist ebenso nach ihm benannt wie Kap Börgen auf der Shannon-Insel (Grönland).

## Schriften (Auswahl)
- mit Ralph Copeland: Mittlere Örter der in den Zonen −0° und −1° der Bonner Durchmusterung enthaltenen Sterne bis zu 9m.0 Größe, Göttingen 1869
- mit Ralph Copeland: Kurze Geschichte der Überwinterungen in den arktischen Regionen während der letzten 50 Jahre, Gotha 1869
- mit Georg von Neumayer: Internationale Polarforschung 1882–1883. Die Ergebnisse der deutschen Stationen, 2 Bände, Berlin 1886